# 亚甲基丹参醌
亚甲基丹参醌是一种多环有机化合物，分子式C18H14O3，属于丹参酮类二萜衍生物，存在于丹参（Salvia miltiorrhiza）、拟丹参（Salvia paramiltiorrhiza）、三叶鼠尾草（Salvia trijuga）等植物中。